# RP FLIP
R/P FLIP ( FLoating Instrument Platform ) är en havsforskningsplattform som ägs av US Office of Naval Research (ONR) och drivs av Scripps Institution of Oceanography.  Plattformen är 108 meter lång och är utformad för att delvis översvämma och luta 90° bakåt, vilket resulterar i att endast de främre 17 metrarna  av plattformen pekar upp ur vattnet, med skott som blir däck. När den förändrar sin position tillhandahålls det mesta av ballasten för plattformen av vatten på djupet, följaktligen är FLIP stabil och mestadels immun mot vågverkan ungefär som en boj. I slutet av ett uppdrag pumpas tryckluft in i ballasttankarna i det översvämmade avsnittet och plattformen, som inte har någon framdrivning, återgår till sitt horisontella läge så att den kan bogseras till en ny plats.  Plattformen misstas ofta för ett kapsejsat skepp.  

## Historia

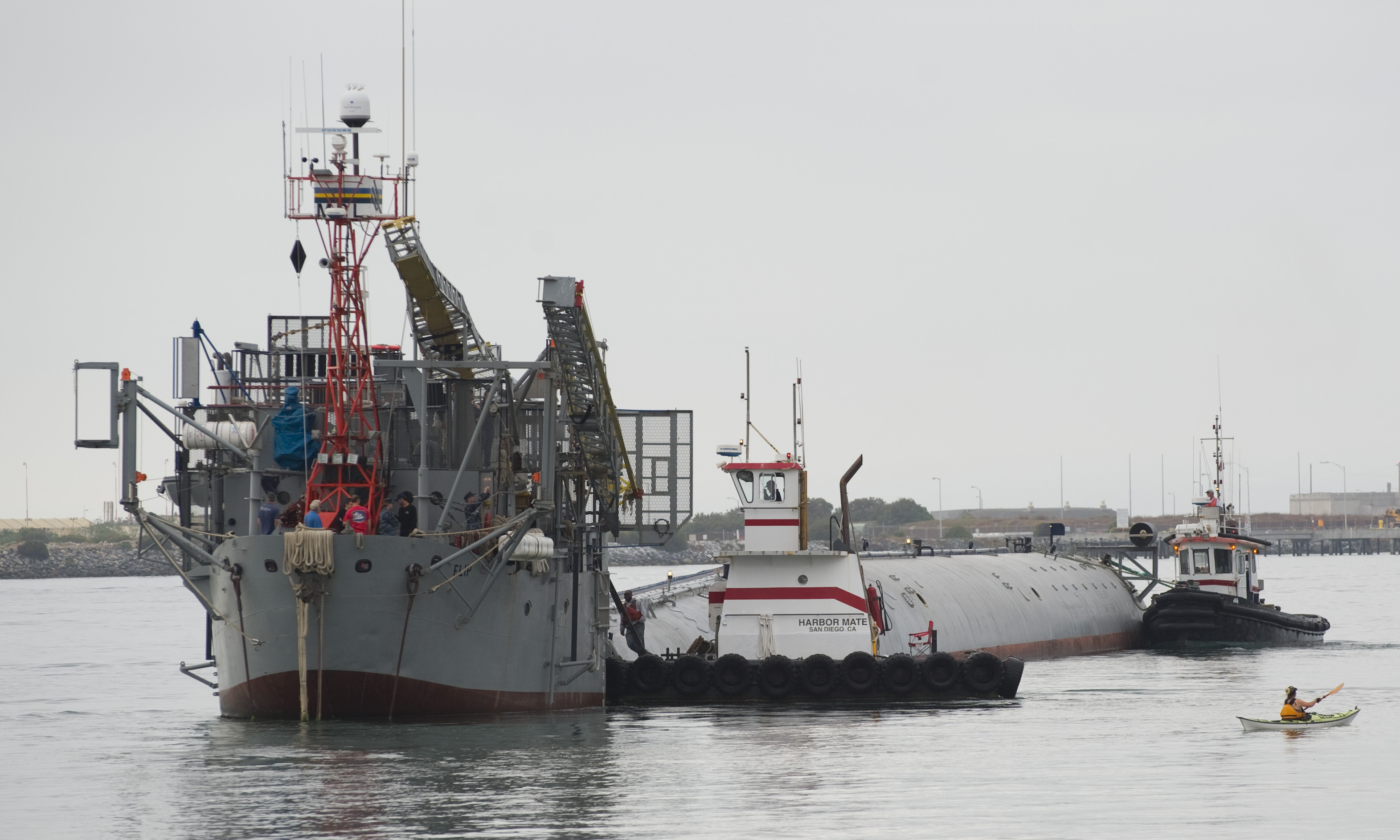
FLIP under bogsering, 2012.

Marine Physical Laboratory of Scripps Institution of Oceanography tillverkade FLIP med finansiering från Office of Naval Research och med hjälp av det kommersiella marinarkitektföretaget Glosten Associates.  FLIP byggdes ursprungligen för att stödja forskning om finskalig fas och amplitudfluktuationer i undervattensljudvågor orsakade av termiska nivåskillnader och sluttande havsbottnar. Denna akustiska forskning genomfördes som en del av marinens SUBROC-program. Utvecklingen påbörjades i januari 1960 efter ett samtal mellan MPL-forskaren Frederick H. Fisher och MPL-direktören Fred N. Spiess angående stabilitetsproblem som Fisher stötte på när man använde ubåten USS Baya (SS-318) som en forskningsplattform. Spiess påmindes om ett förslag från Allyn Vine att ett fartyg som "står upp" kan göra det mer stabilt, baserat på Vines observation av en mopp som guppade i vågorna. Fisher tilldelades sedan arbetet med genomförbarheten och senare utvecklingen av ett sådant fartyg. Gunderson Brothers Engineering Company i Portland, Oregon, sjösatte FLIP den 22 juni 1962. 

## Förmågor
FLIP är utformat för att studera våghöjd, akustiska signaler, vattentemperatur och densitet och för insamling av meteorologiska data. På grund av den potentiella interferensen med de akustiska instrumenten har FLIP inga framdrivningsmedel. Det måste bogseras till öppet vatten, där det driver fritt eller är förankrat. 
FLIP väger 700 ton. Det har en besättning på fem, plus upp till elva forskare. Den kan fungera oberoende under månadslånga uppdrag utan påfyllning av förnödenheter.  Det kan användas över hela världen, även om det normala området är utanför västkusten i USA. Fartyget har specialdesignad interiör. Vissa armaturer, som toalettstolarna, kan vända 90°. Ljusen i taket och också på en vägg som blir taket efter "förvandlingen". Dessutom är duschhuvudena böjda 90°. Fartyget utgår från sin hemmabas vid Scripps 'Nimitz Marine Facility i San Diego i Kalifornien.  

## Galleri
- Video av FLIP- vändning.

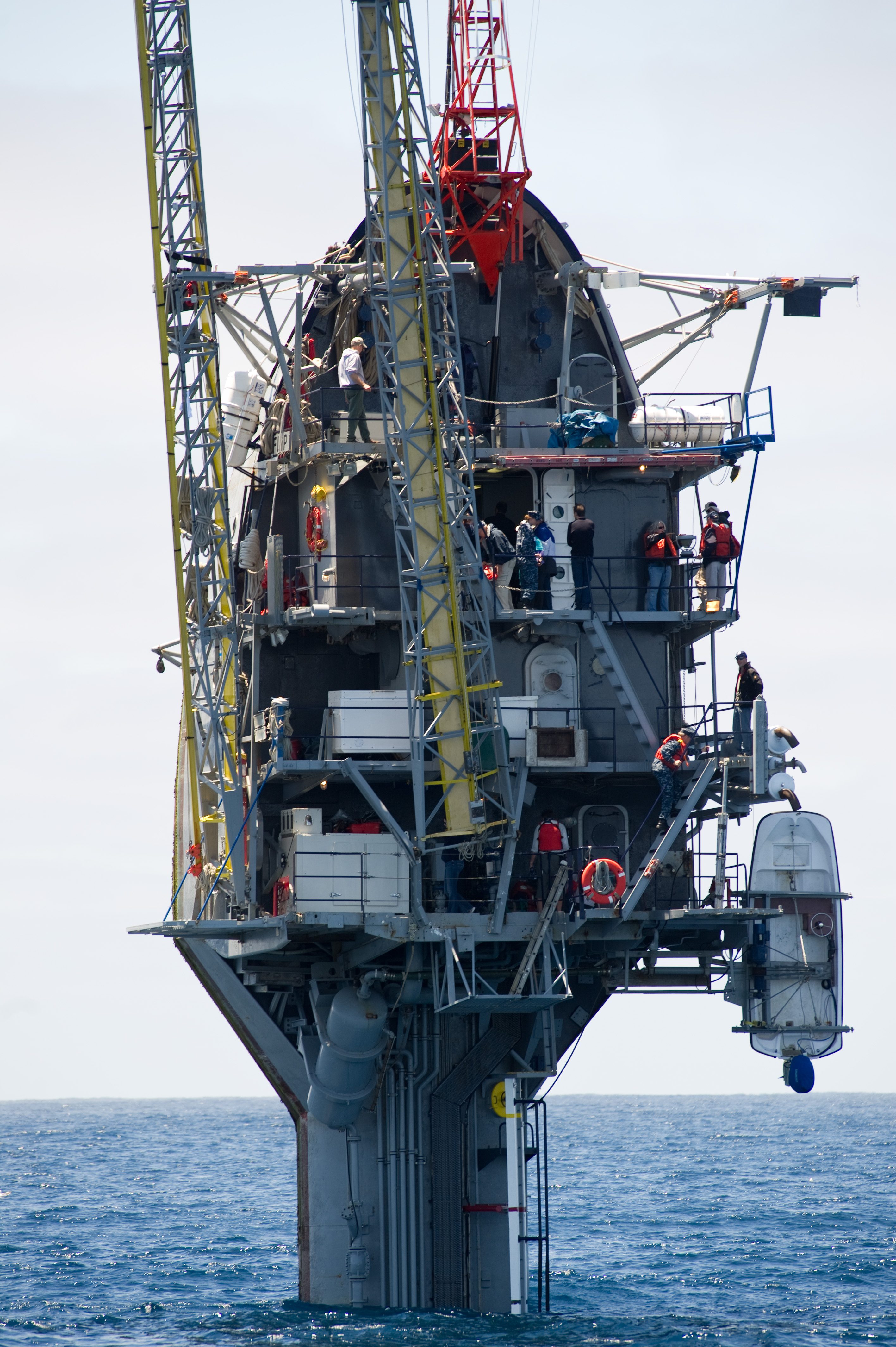
FLIP vertikalt 2012.
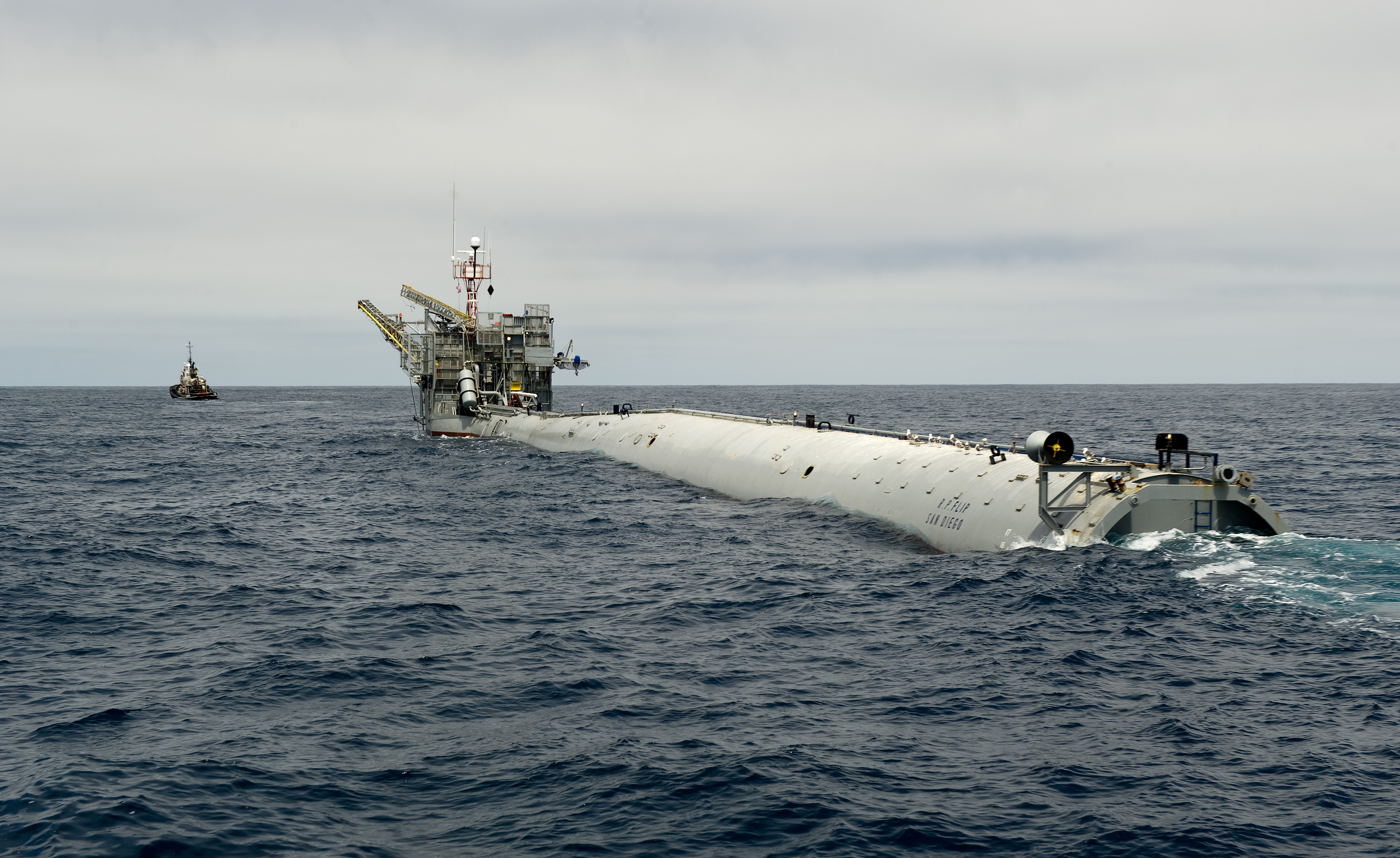
FLIP under bogsering 2012.
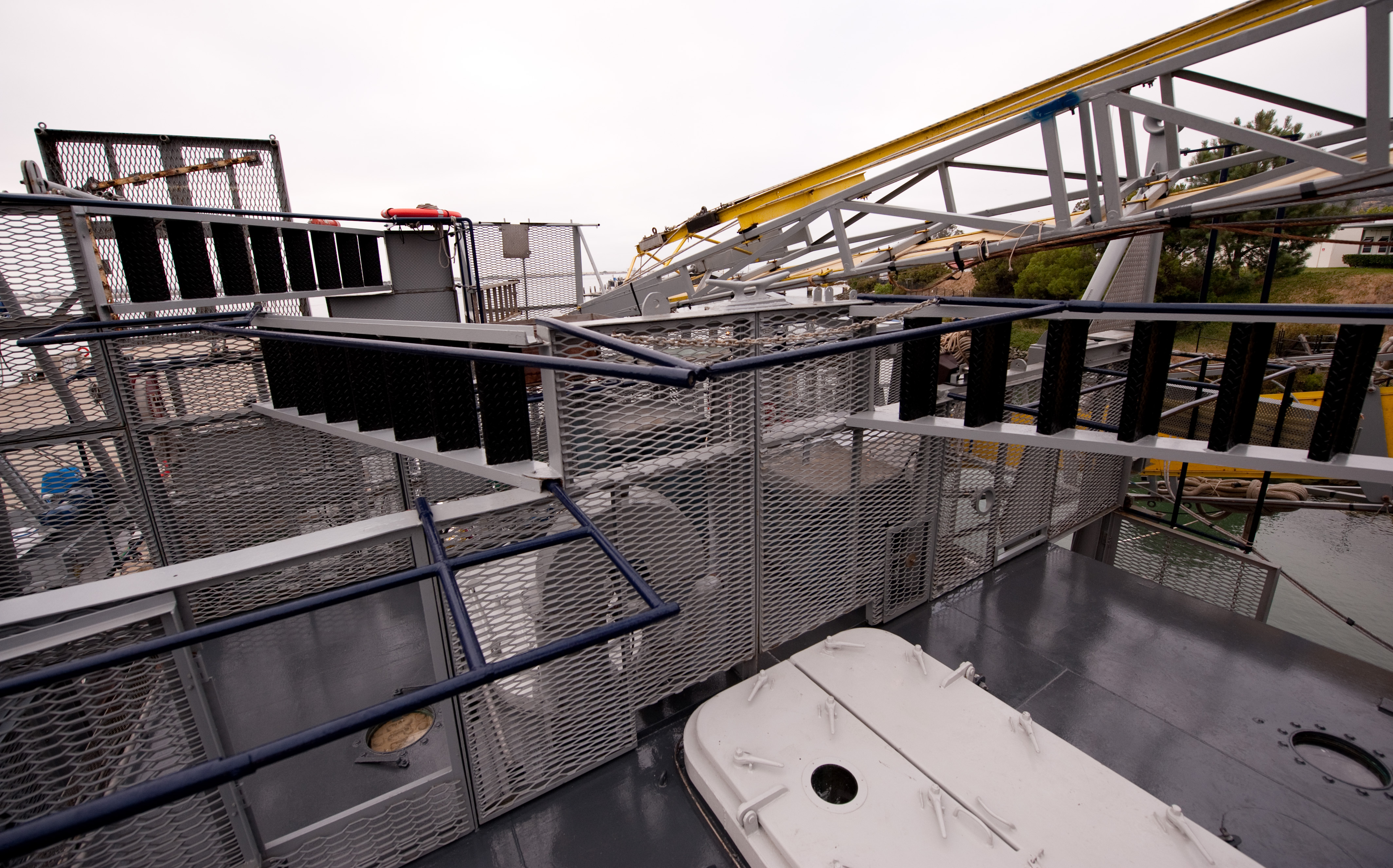
FLIP i horisontellt läge, visar räls för vertikal position.